# Edward Heffron
Edward "Babe" Heffron (Philadelphia, 16 mei 1923 – Stratford, 1 december 2013) was een Amerikaans militair tijdens de Tweede Wereldoorlog. Hij werd bekend doordat hij geportretteerd wordt in de televisieserie Band of Brothers.

## Werk
Heffron maakte in de Tweede Wereldoorlog deel uit van de Easy Company van het 506e regiment in de 101e Luchtlandingsdivisie. Oorspronkelijk afkomstig uit Philadelphia kwam hij bij de compagnie vlak na de campagne in Normandië. Hij raakte goed bevriend met William Guarnere, die uit dezelfde stad afkomstig was.

## Ervaringen in de Tweede Wereldoorlog
Heffron maakte de parachutesprongen mee tijdens Operatie Market Garden, daarna ook de bevrijding van Eindhoven en vervolgens de operaties rond Nuenen, Veghel en rond Opheusden in oktober 1944. Na een terugkeer naar Frankrijk (Mourmelon), ging de compagnie ten slotte, na het tegenoffensief van Duitsland in de Slag om de Ardennen naar Bastenaken, waar ze de hel doormaakten. Artilleriebombardementen, kou en honger verwondden de soldaten, niet alleen lichamelijk maar ook mentaal.

## Bestorming
Na de bestorming van het dorpje Foy en de andere dorpen Noville en Rachamps ging de compagnie in reserve en werd het bevolen een deel van de stad in Hagenau bezet te houden. Daar ging Heffron mee in een patrouille om Duitsers gevangen te nemen. Later maakte hij ook de campagne in Duitsland zelf mee en ten slotte in Zell am See, Oostenrijk.

## Onderscheidingen en televisieserie
Heffron kreeg na de oorlog verschillende medailles en woonde aan het eind van zijn leven nog altijd rustig thuis in Philadelphia. Hij komt ook als rol voor in de minitelevisieserie Band of Brothers. De acteur die zijn rol vertolkt is Robin Laing. Heffron zelf speelt ook een figurantenrol in de serie: hij is te zien tijdens de bevrijding van Eindhoven, waar hij aan het tafeltje zit waar sergeant Talbert zit te zoenen met een Nederlandse.

## Decoraties
- Combat Infantry Badge[2]
- Parachutist Badge[2]
- Bronze Star
- Purple Heart
- Good Conduct Medal
- European-African-Middle Eastern Campaign Medal[2]
- Army Presidential Unit Citation[2]
- Army of Occupation Medal[2]
- Croix de guerre with Palm[2]
- World War II Victory Medal (United States)[2]
- American Campaign Medal[2]
- Overseas Service Bar (3)[2]